# Liste der Gefäßpflanzen Deutschlands
Die folgende Liste enthält deutsche Namen für fast alle in Deutschland wild oder eingebürgert vorkommenden Gefäßpflanzen, sortiert nach Gattungsnamen. Zusätzlich sind die zugehörigen wissenschaftlichen Namen angegeben.
Die Liste basiert auf der Standardliste der Farn- und Blütenpflanzen Deutschlands (siehe Literatur und Weblinks). Diese stellt eine weithin akzeptierte Referenz für die eindeutige und wissenschaftlich abgesicherte Benennung von Pflanzenarten (Spezies) und anderen Ebenen des Pflanzenreichs im Zweig Gefäßpflanzen (Angiospermae, Gymnospermae, Pteridophyta) dar. Standardisiert sind die wissenschaftlichen Namen in binärer Nomenklatur. Für die Pflanzenarten sind auch deutsche Namen angegeben, die hier zu Referenzzwecken aufgelistet sind.

| A | B | C | D | E | F | G | H | I | J | K | L | Löwenzahn | M | N | O | P | Q | R | S | T | U | V | W | X | Y | Z |

## Entstehung der Standardliste
Bemühungen, die Benennung von Pflanzen zu standardisieren, gibt es schon seit dem 17. Jahrhundert. Die Bedeutung der einheitlichen Benennung von Pflanzen ist unter Botanikern seither unumstritten. Trotzdem kam es im Laufe der Zeit aufgrund fehlender Informationen oder abweichender Ansichten häufig zu Namensänderungen oder Doppelbenennungen (Synonymen). Der Vergleich unterschiedlicher Arbeiten kann dadurch sehr erschwert werden.
Zwei wichtige Beiträge aus dem 20. Jahrhundert sind das Verzeichnis der Farn- und Blütenpflanzen des Deutschen Reiches von Rudolf Mansfeld (1940) und die Liste der Gefäßpflanzen Mitteleuropas von Friedrich Ehrendorfer (1973).
Die Standardliste entstand ab 1993 im Rahmen eines vom Bundesamt für Naturschutz (BfN) geförderten Forschungsprojektes als Datenbank, die auch ältere Daten, z. B. von Ehrendorfer integrierte. Die Ergebnisse wurden 1998 in Buchform von Rolf Wisskirchen und Henning Haeupler als Standardliste veröffentlicht. Als Ergänzung erschien der Bildatlas der Farn- und Blütenpflanzen. Der dritte Band (Verbreitungsatlas der Farn- und Blütenpflanzen Deutschlands) wurde 2013 publiziert.
Eine aktuelle Überarbeitung der Standardliste von Karl Peter Buttler, Rudolf May und Detlev Metzing liegt seit Dezember 2018 vor und muss noch in die Bearbeitung für Wikipedia integriert werden.
Über die Standardliste der Gefäßpflanzen hinaus fasst die sogenannte German SL als Standardliste auch unbeständige und Kulturflüchtlinge als auch Moose, Flechten und Pilze zusammen.

## Umfang Buchausgabe
Die Standardliste der Farn- und Blütenpflanzen enthält in ihrer gedruckten Version nur indigene Pflanzen, Archäophyten und etablierte Neophyten. Es ergibt sich so für Deutschland eine Zahl von etwa 4100 Wildpflanzen-Sippen. Zu jeder Sippe wird der als gültig erachtete und empfohlene wissenschaftliche Name, eventuelle frühere oder alternative Namen, umfangreiche Autorenangaben, ein deutscher Name, der systematische Rang des Taxons und noch weitere Angaben aufgelistet. Die Liste ist alphabetisch nach den wissenschaftlichen Namen sortiert.

## Web-Version
Die Daten der Standardliste, des Bildatlasses und auch die deutschlandweiten Verbreitungskarten sind online vom Server des BfN über www.floraweb.de abrufbar (siehe Weblinks/Literaturliste). Die Anzahl der verfügbaren Taxa geht dabei weit über den Umfang der gedruckten Ausgabe hinaus. Es sind z. B. auch Kulturpflanzen und wild nur unbeständig vorkommende Pflanzen enthalten. Es fehlen aber die im Buch enthaltenen, umfangreichen Anmerkungen.

## Bearbeitung für Wikipedia
Die oben angegebene alphabetische Liste wurde 2006 als stark reduzierter Auszug der Web-Version angelegt. Es wurden nur Taxa der Ebene Species, also Arten, aufgenommen. Von den vielen Datenfeldern verbleiben nur der deutsche Name (Trivialname), der in der Standardliste als gültig angegebene wissenschaftliche Name, und die Zuordnung zu einer Pflanzenfamilie nach dem in der Standardliste verwendeten System (Brummitt: Vascular Plant Families and Genera. 1992).